# Finnische Musikcharts
Die finnischen Singlecharts (finnisch: Suomen virallinen lista) sind eine wöchentliche Erhebung der meistverkauften aktuellen Musiktitel. Sie sind die wichtigsten Singlecharts Finnlands. Herausgegeben werden die Charts von der IFPI Finland, einer Organisation die aus 23 Tonträgerunternehmenen besteht und die Musikindustrie in Finnland repräsentiert.

## Geschichte
Die ersten Charts wurden 1951 eingeführt. Im Januar 1991 begann der Yle-Radiosender Radiomafia mit der Erstellung der ersten Wochencharts in Finnland namens Radiomafian lista, die jeden Sonntag im Radio ausgestrahlt wurde. Radiomafian lista wurde im Januar 1994 zu den offiziellen finnischen Charts, nachdem eine Partnerschaft mit der Suomen Ääni- ja kuvatallennetuottajat (ÄKT), der heutigen Musiikkituottajat – IFPI Finland, zustande gekommen ist.
Seit 1994 stellt der IFPI Finland die offiziellen Musikcharts des Landes, Suomen virallinen lista, bereit.
Yleisradio war bis 2009 für die Ausstrahlung der Charts verantwortlich. Aktuell laufen die Radio-Charts sonntags auf Radio Rock und Radio Aalto.

## Charts
Die Charts die die Musiikkituottajat – IFPI Finland zusammenstellt wird in folgende Berichte unterteilt:
- Top-50-Alben
- Top-50-Singles (bis KW 12/2023: Top 20)
- Top-10-Music DVDs

Darüber hinaus werden Charts geführt, die den digitalen Verkauf von Songs verfolgen und von der Official Charts Company zusammengestellt werden.
- Offizielle finnische Download-Tabelle (Top 30) (offizielle Download-Liste Finnland)
- Offizielle finnische Airplay-Tabelle (Top 100) (Finnlands offizielle Radio-Playlist)